# Natta, Benin
Natta är ett arrondissement i kommunen Boukoumbé i Benin. Den hade 7 857 invånare år 2002.